# Live 1956 & 1957 (Stan Getz Shelly Manne Zoot Sims)
Live 1956 & 1957 è un CD Live di Shelly Manne, Stan Getz e Zoot Sims, pubblicato dalla Jazz Band Records nel maggio del 1995.

## Tracce
1. Introduction – 0:34 – Registrato il 16 febbraio 1957 al Red Hill Inn di Pennsauken, New Jersey
2. Some Blues (Bronx Blues) – 5:09 (Shelly Manne) – Registrato il 16 febbraio 1957 al Red Hill Inn di Pennsauken, New Jersey
3. Polka Dots and Moonbeams – 3:34 (Johnny Burke, James Van Heusen) – Registrato il 16 febbraio 1957 al Red Hill Inn di Pennsauken, New Jersey
4. Introduction – 0:36 – Registrato il 18 febbraio 1957 al Red Hill Inn di Pennsauken, New Jersey
5. Jordu – 3:57 (Duke Jordan) – Registrato il 18 febbraio 1957 al Red Hill Inn di Pennsauken, New Jersey
6. Lover Man – 4:45 (Jimmie Davis, Roger Ram Ramirez, Jimmy Sherman) – Registrato il 18 febbraio 1957 al Red Hill Inn di Pennsauken, New Jersey
7. Ain't You a Mess – 2:44 (Mose Allison) – Registrato il 18 febbraio 1957 al Red Hill Inn di Pennsauken, New Jersey
8. Introduction – 0:40 – Registrato il 12 aprile 1956 al Basin Street di New York City, New York
9. The Dart Game – 4:47 (Charlie Mariano) – Registrato il 12 aprile 1956 al Basin Street di New York City, New York
10. Pathenia – 4:36 (Shelly Manne) – Registrato il 12 aprile 1956 al Basin Street di New York City, New York
11. Bea's Flat – 4:10 (Russ Freeman) – Registrato il 12 aprile 1956 al Basin Street di New York City, New York
12. A Gem from Tiffany – 3:12 (Bill Holman) – Registrato il 12 aprile 1956 al Basin Street di New York City, New York
13. Little Girl Blue – 3:49 (Lorenz Hart, Richard Rodgers) – Registrato il 12 aprile 1956 al Basin Street di New York City, New York
14. Lover, Come Back to Me – 4:57 (Oscar Hammerstein II, Sigmund Romberg) – Registrato il 12 aprile 1956 al Basin Street di New York City, New York
15. Closing – 0:24 – Registrato il 12 aprile 1956 al Basin Street di New York City, New York
16. Introduction – 0:35 – Registrato il 22 dicembre 1956 al Red Hill Inn di Pennsauken, New Jersey
17. There Will Never Be Another You – 4:17 (Mack Gordon, Harry Warren) – Registrato il 22 dicembre 1956 al Red Hill Inn di Pennsauken, New Jersey
18. You Go to My Head – 5:25 (J. Fred Coots, Haven Gillespie) – Registrato il 22 dicembre 1956 al Red Hill Inn di Pennsauken, New Jersey
19. Bohemia After Dark – 1:40 (Oscar Pettiford) – Registrato il 22 dicembre 1956 al Red Hill Inn di Pennsauken, New Jersey

## Musicisti
Brani - nr. 1, 2 e 3
Stan Getz Quartet
- Stan Getz - sassofono tenore
- Mose Allison - pianoforte
- Willie Stump Jr. - contrabbasso
- Frank Isola - batteria

Brani - nr. 4, 5, 6 e 7
Stan Getz Quartet
- Stan Getz - sassofono tenore
- Mose Allison - pianoforte
- Jug Taylor - contrabbasso
- Paul Motian - batteria

Brani - nr. 8, 9, 10, 11 e 12
Shelly Manne Quinet
- Shelly Manne - batteria
- Stu Williamson - tromba
- Charlie Mariano - sassofono alto
- Russ Freeman - pianoforte
- Leroy Vinnegar - contrabbasso

Brani - nr. 13, 14 e 15
Stan Getz Quartet
- Stan Getz - sassofono tenore
- Dick Katz - pianoforte
- Oscar Pettiford - contrabbasso
- Shelly Manne - batteria

Brani - nr. 15, 16, 17, 18 e 19
Zoot Sims Quartet
- Zoot Sims - sassofono tenore, sassofono alto
- Bill Triglia - pianoforte
- Nelson Boyd - contrabbasso
- Charlie Blackwell - batteria[2]